# Interlands Zweeds voetbalelftal 1908-1919
Deze pagina toont een chronologisch en gedetailleerd overzicht van de interlands die het Zweeds voetbalelftal heeft gespeeld in de periode 1908 – 1919.

## Interlands

### 1908
|                                                                    | |        |                                                    |                                                                               |
| 12 juli Vriendschappelijk № 1 «onderlinge duels» 13:00 uur (UTC+1) | Zweden | 11 – 3 | Noorwegen                                          | Idrottsplatsen, Göteborg Toeschouwers: 3.000 Scheidsrechter: John Smith (SWE) |
| 12 juli Vriendschappelijk № 1 «onderlinge duels» 13:00 uur (UTC+1) | Karl Gustafsson 14', 79' Erik Börjesson 24', 60', 75', 86' Erik Bergström 27', 29', 44', 89' Hans Lindman 63' |        | 1' Minotti Bøhn 45' Hans Endrerud 66' Minotti Bøhn | Idrottsplatsen, Göteborg Toeschouwers: 3.000 Scheidsrechter: John Smith (SWE) |

|                                                                        |                    |       |          |                                                                                         |
| 8 september Vriendschappelijk № 2 «onderlinge duels» 17:30 uur (UTC+1) | Zweden             | 1 – 6 | Engeland | Valhalla Idrottsplats, Göteborg Toeschouwers: 2.000 Scheidsrechter: Ruben Gelbord (SWE) |
| 8 september Vriendschappelijk № 2 «onderlinge duels» 17:30 uur (UTC+1) | Erik Bergström 76' |       | ?        | Valhalla Idrottsplats, Göteborg Toeschouwers: 2.000 Scheidsrechter: Ruben Gelbord (SWE) |

| Olympische Spelen 1908 |
| ---------------------- |

|                                                                                 | |        |                      |                                                                                    |
| 20 oktober Olympische Spelen Kwartfinale № 3 «onderlinge duels» 15:00 uur (UTC) | Groot-Brittannië | 12 – 1 | Zweden               | White City Stadium, Londen Toeschouwers: 2.000 Scheidsrechter: John Ibbotson (ENG) |
| 20 oktober Olympische Spelen Kwartfinale № 3 «onderlinge duels» 15:00 uur (UTC) | Harold Stapley 13', 75' Vivian Woodward 17', 31' Arthur Berry 20' Frederick Chapman 25' Clyde Purnell 30', 35', 66', 85' Hawkes 70', 80' |        | 65' Gustaf Bergström | White City Stadium, Londen Toeschouwers: 2.000 Scheidsrechter: John Ibbotson (ENG) |

|                                                                                    |                                  |       |        |                                                                                    |
| 23 oktober Olympische Spelen Bronzen finale № 4 «onderlinge duels» 15:00 uur (UTC) | Nederland                        | 2 – 0 | Zweden | White City Stadium, Londen Toeschouwers: 1.000 Scheidsrechter: Jacky Pearson (ENG) |
| 23 oktober Olympische Spelen Bronzen finale № 4 «onderlinge duels» 15:00 uur (UTC) | Jops Reeman 6' Edu Snethlage 58' |       |        | White City Stadium, Londen Toeschouwers: 1.000 Scheidsrechter: Jacky Pearson (ENG) |

|  |  |  |  |  |  |  |  |  |

|                                                                          |                                                                            |       |                                         |                                                                                            |
| 25 oktober Vriendschappelijk № 5 «onderlinge duels» 14:30 uur (UTC+0:20) | Nederland                                                                  | 5 – 3 | Zweden                                  | Sportpark De Diepput, Den Haag Toeschouwers: 8.000 Scheidsrechter: Joseph Brauburger (BEL) |
| 25 oktober Vriendschappelijk № 5 «onderlinge duels» 14:30 uur (UTC+0:20) | Edu Snethlage 6', 51' Caius Welcker 41' Mannes Francken 49' Jan Thomée 73' |       | 8', 28' Karl Gustafsson 21' Olof Ohlson | Sportpark De Diepput, Den Haag Toeschouwers: 8.000 Scheidsrechter: Joseph Brauburger (BEL) |

|                                                                     |                                           |       |                     |                                                                                |
| 26 oktober Vriendschappelijk № 6 «onderlinge duels» 15:00 uur (UTC) | België                                    | 2 – 1 | Zweden              | De Ganzenvijver, Ukkel Toeschouwers: 800 Scheidsrechter: Charles Barette (BEL) |
| 26 oktober Vriendschappelijk № 6 «onderlinge duels» 15:00 uur (UTC) | Vahram Kevorkian 30' Fernand Goossens 31' |       | 39' Karl Gustafsson | De Ganzenvijver, Ukkel Toeschouwers: 800 Scheidsrechter: Charles Barette (BEL) |

### 1909
|                                                                     |          |       |        |                                                                                                 |
| 6 november Vriendschappelijk № 7 «onderlinge duels» 14:45 uur (UTC) | Engeland | 7 – 0 | Zweden | Anlaby Road, Kingston upon Hull Toeschouwers: 10.000 Scheidsrechter: Christiaan Groothoff (NED) |
| 6 november Vriendschappelijk № 7 «onderlinge duels» 14:45 uur (UTC) | ?        |       |        | Anlaby Road, Kingston upon Hull Toeschouwers: 10.000 Scheidsrechter: Christiaan Groothoff (NED) |

### 1910
|                                                                         |           |                                                  |        |                                                                                 |
| 11 september Vriendschappelijk № 8 «onderlinge duels» 13:00 uur (UTC+1) | Noorwegen | 0 – 4                                            | Zweden | Frognerstadion, Oslo Toeschouwers: 6.000 Scheidsrechter: Charles Buchwald (DEN) |
| 11 september Vriendschappelijk № 8 «onderlinge duels» 13:00 uur (UTC+1) |           | 47', 62' Herman Myrberg 60', 80' Karl Gustafsson |        | Frognerstadion, Oslo Toeschouwers: 6.000 Scheidsrechter: Charles Buchwald (DEN) |

### 1911
|                                                                    |                          |       |                                         |                                                                              |
| 18 juni Vriendschappelijk № 9 «onderlinge duels» 13:30 uur (UTC+1) | Zweden                   | 2 – 4 | Duitsland                               | Råsunda IP, Solna Toeschouwers: 3.000 Scheidsrechter: Charles Buchwald (DEN) |
| 18 juni Vriendschappelijk № 9 «onderlinge duels» 13:30 uur (UTC+1) | Karl Gustafsson 28', 29' |       | 13', 44', 83' Otto Dumke 54' Eugen Kipp | Råsunda IP, Solna Toeschouwers: 3.000 Scheidsrechter: Charles Buchwald (DEN) |

|                                                                          |                                                                             |       |                   |                                                                            |
| 17 september Vriendschappelijk № 10 «onderlinge duels» 13:00 uur (UTC+1) | Zweden                                                                      | 4 – 1 | Noorwegen         | Råsunda IP, Solna Toeschouwers: 3.000 Scheidsrechter: Nils Middelboe (DEN) |
| 17 september Vriendschappelijk № 10 «onderlinge duels» 13:00 uur (UTC+1) | August Ekroth 8' Erik Börjesson 15' August Ekroth 35' William Dahlström 47' |       | 60' Victor Nysted | Råsunda IP, Solna Toeschouwers: 3.000 Scheidsrechter: Nils Middelboe (DEN) |

|                                                                           |                                |       |                                                                                  |                                                                                       |
| 22 oktober Vriendschappelijk № 11 «onderlinge duels» 13:30 uur (UTC+1:40) | Finland                        | 2 – 5 | Zweden                                                                           | Eläintarhastadion, Helsinki Toeschouwers: 1.000 Scheidsrechter: Arvo Eerikäinen (FIN) |
| 22 oktober Vriendschappelijk № 11 «onderlinge duels» 13:30 uur (UTC+1:40) | Uno Lindbäck 3' Paul Jerima 5' |       | 40' Ludvig Eriksson 46' Karl Persson 65', 86' Adrian Brolin 88' Rudolf Andersson | Eläintarhastadion, Helsinki Toeschouwers: 1.000 Scheidsrechter: Arvo Eerikäinen (FIN) |

|                                                                        |                  |       |                                         |                                                                                     |
| 29 oktober Vriendschappelijk № 12 «onderlinge duels» 15:00 uur (UTC+1) | Duitsland        | 1 – 3 | Zweden                                  | Stadion Hoheluft, Hamburg Toeschouwers: 6.000 Scheidsrechter: Herbert Willing (NED) |
| 29 oktober Vriendschappelijk № 12 «onderlinge duels» 15:00 uur (UTC+1) | Ernst Möller 80' |       | 15', 35' Erik Börjesson 60' John Olsson | Stadion Hoheluft, Hamburg Toeschouwers: 6.000 Scheidsrechter: Herbert Willing (NED) |

### 1912
|                                                                     |                    |       |                        |                                                                               |
| 16 juni Vriendschappelijk № 13 «onderlinge duels» 20:00 uur (UTC+1) | Noorwegen          | 1 – 2 | Zweden                 | Frognerstadion, Oslo Toeschouwers: 6.000 Scheidsrechter: Nils Middelboe (DEN) |
| 16 juni Vriendschappelijk № 13 «onderlinge duels» 20:00 uur (UTC+1) | Rolf Maartmann 22' |       | 37', 75' August Ekroth | Frognerstadion, Oslo Toeschouwers: 6.000 Scheidsrechter: Nils Middelboe (DEN) |

|                                                                     |                                     |       |                                     |                                                                                                 |
| 20 juni Vriendschappelijk № 14 «onderlinge duels» 19:45 uur (UTC+1) | Zweden                              | 2 – 2 | Hongarije                           | Valhalla Idrottsplats, Göteborg Toeschouwers: 2.300 Scheidsrechter: Albert Meerum Terwogt (NED) |
| 20 juni Vriendschappelijk № 14 «onderlinge duels» 19:45 uur (UTC+1) | Erik Bergström 8' Ivar Svensson 46' |       | 37' Sándor Bodnár 58' Mihály Pataki | Valhalla Idrottsplats, Göteborg Toeschouwers: 2.300 Scheidsrechter: Albert Meerum Terwogt (NED) |

|                                                                     |                                                                             |       |                 |                                                                                  |
| 27 juni Vriendschappelijk № 15 «onderlinge duels» 20:00 uur (UTC+1) | Zweden                                                                      | 7 – 1 | Finland         | Råsunda Idrottsplats, Solna Toeschouwers: 3.000 Scheidsrechter: Hugo Meisl (AUT) |
| 27 juni Vriendschappelijk № 15 «onderlinge duels» 20:00 uur (UTC+1) | Hjalmar Lorichs 11', 50', 65' Erik Dahlström 52', 87' Karl Persson 80', 88' |       | 38' Bror Wiberg | Råsunda Idrottsplats, Solna Toeschouwers: 3.000 Scheidsrechter: Hugo Meisl (AUT) |

| Olympische Spelen 1912 |
| ---------------------- |

|                                                                                  |                                                 |       |                                       |                                                                                           |
| 29 juni Olympische Spelen Eerste ronde № 16 «onderlinge duels» 19:00 uur (UTC+1) | Zweden                                          | 3 – 4 | Nederland                             | Olympisch Stadion, Stockholm Toeschouwers: 14.000 Scheidsrechter: Wagstaffe Simmons (ENG) |
| 29 juni Olympische Spelen Eerste ronde № 16 «onderlinge duels» 19:00 uur (UTC+1) | Ivar Svensson 3', 80' Erik Börjesson 62' (pen.) |       | 26', 47' Nico Bouvy 41', 101' Jan Vos | Olympisch Stadion, Stockholm Toeschouwers: 14.000 Scheidsrechter: Wagstaffe Simmons (ENG) |

|                                                                                   |        |                      |        |                                                                             |
| 1 juli Olympische Spelen Troosttoernooi № 17 «onderlinge duels» 19:00 uur (UTC+1) | Zweden | 0 – 1                | Italië | Råsunda IP, Solna Toeschouwers: 2.500 Scheidsrechter: Herbert Willing (NED) |
| 1 juli Olympische Spelen Troosttoernooi № 17 «onderlinge duels» 19:00 uur (UTC+1) |        | 30' Franco Bontadini |        | Råsunda IP, Solna Toeschouwers: 2.500 Scheidsrechter: Herbert Willing (NED) |

|  |  |  |  |  |  |  |  |  |

|                                                                        |                                                                         |       |                                  |                                                                                            |
| 3 november Vriendschappelijk № 18 «onderlinge duels» 13:00 uur (UTC+1) | Zweden                                                                  | 4 – 2 | Noorwegen                        | Valhalla Idrottsplats, Göteborg Toeschouwers: 3.000 Scheidsrechter: Charles Buchwald (DEN) |
| 3 november Vriendschappelijk № 18 «onderlinge duels» 13:00 uur (UTC+1) | Götrik Frykman 10', 37' Ivar Svensson 18', 37' August Ekroth 70' (pen.) |       | 21', 55' Halfdan Ditlev-Simonsen | Valhalla Idrottsplats, Göteborg Toeschouwers: 3.000 Scheidsrechter: Charles Buchwald (DEN) |

### 1913
|                                                                      |                     |       |                                                               |                                                                                     |
| 4 mei Vriendschappelijk № 19 «onderlinge duels» 16:00 uur (UTC+2:30) | Rusland             | 1 – 4 | Zweden                                                        | Sokolniki Pitch, Moskou Toeschouwers: 8.000 Scheidsrechter: Alexander Schultz (RUS) |
| 4 mei Vriendschappelijk № 19 «onderlinge duels» 16:00 uur (UTC+2:30) | Vasiliy Zhitarev 1' |       | 36' Seth Howander Karl Gustafsson Seth Howander Ivar Svensson | Sokolniki Pitch, Moskou Toeschouwers: 8.000 Scheidsrechter: Alexander Schultz (RUS) |

|                                                                    |                                      |       |        |                                                                                   |
| 18 mei Vriendschappelijk № 20 «onderlinge duels» 17:00 uur (UTC+1) | Hongarije                            | 2 – 0 | Zweden | Üllői Út, Boedapest Toeschouwers: 21.000 Scheidsrechter: Heinrich Retschury (AUT) |
| 18 mei Vriendschappelijk № 20 «onderlinge duels» 17:00 uur (UTC+1) | Mihály Pataki 87' Imre Schlosser 89' |       |        | Üllői Út, Boedapest Toeschouwers: 21.000 Scheidsrechter: Heinrich Retschury (AUT) |

|                                                                    | |       |        |                                                                                                   |
| 25 mei Vriendschappelijk № 21 «onderlinge duels» 13:30 uur (UTC+1) | Denemarken | 8 – 0 | Zweden | Københavns Idrætspark, Denemarken Toeschouwers: 8.000 Scheidsrechter: Albert Meerum Terwogt (NED) |
| 25 mei Vriendschappelijk № 21 «onderlinge duels» 13:30 uur (UTC+1) | Kristian Gyldenstein 17', 56', 61' Anthon Olsen 20', 44' Vilhelm Wolfhagen 39' Poul Nielsen 53' Nils Middelboe 57' |       |        | Københavns Idrætspark, Denemarken Toeschouwers: 8.000 Scheidsrechter: Albert Meerum Terwogt (NED) |

|                                                                    |                                                                                                   |       |           |                                                                                       |
| 8 juni vriendschappelijk № 22 «onderlinge duels» 19:30 uur (UTC+1) | Zweden                                                                                            | 9 – 0 | Noorwegen | Olympisch Stadion, Stockholm Toeschouwers: 10.000 Scheidsrechter: Ruben Gelbord (SWE) |
| 8 juni vriendschappelijk № 22 «onderlinge duels» 19:30 uur (UTC+1) | Ivar Svensson 4', 65' Karl Bergström 9' Karl Gustafsson 23', 36', 50', 52' August Ekroth 75', 86' |       |           | Olympisch Stadion, Stockholm Toeschouwers: 10.000 Scheidsrechter: Ruben Gelbord (SWE) |

|                                                                       |        |                                                                                           |            |                                                                                      |
| 5 oktober Vriendschappelijk № 23 «onderlinge duels» 13:30 uur (UTC+1) | Zweden | 0 – 10                                                                                    | Denemarken | Olympisch Stadion, Stockholm Toeschouwers: 8.000 Scheidsrechter: George Miller (ENG) |
| 5 oktober Vriendschappelijk № 23 «onderlinge duels» 13:30 uur (UTC+1) |        | 5', 10', 29', 47', 50', 53' Poul Nielsen 40', 70' Sven Knudsen 63', 85' Vilhelm Wolfhagen |            | Olympisch Stadion, Stockholm Toeschouwers: 8.000 Scheidsrechter: George Miller (ENG) |

|                                                                        |                     |       |                 |                                                                                  |
| 26 oktober vriendschappelijk № 24 «onderlinge duels» 13:00 uur (UTC+1) | Noorwegen           | 1 – 1 | Zweden          | Bislettstadion, Oslo Toeschouwers: 10.000 Scheidsrechter: Charles Buchwald (DEN) |
| 26 oktober vriendschappelijk № 24 «onderlinge duels» 13:00 uur (UTC+1) | Per Skou 60' (pen.) |       | 80' Karl Olsson | Bislettstadion, Oslo Toeschouwers: 10.000 Scheidsrechter: Charles Buchwald (DEN) |

### 1914
|                                                                    |                                                                  |       |                                              |                                                                                    |
| 24 mei Vriendschappelijk № 25 «onderlinge duels» 14:00 uur (UTC+1) | Zweden                                                           | 4 – 3 | Finland                                      | Råsunda Idrottsplats, Solna Toeschouwers: 2.000 Scheidsrechter: August Kahrs (NOR) |
| 24 mei Vriendschappelijk № 25 «onderlinge duels» 14:00 uur (UTC+1) | Karl Bergström 22' Ivar Svensson 59', 82' Valfrid Gunnarsson 85' |       | 35', 62' Lars Schybergson 48' Knut Johansson | Råsunda Idrottsplats, Solna Toeschouwers: 2.000 Scheidsrechter: August Kahrs (NOR) |

|                                                                     |                    |       |          |                                                                                    |
| 10 juni Vriendschappelijk № 26 «onderlinge duels» 19:45 uur (UTC+1) | Zweden             | 1 – 5 | Engeland | Råsunda Idrottsplats, Solna Toeschouwers: 5.000 Scheidsrechter: Herman Tromp (NED) |
| 10 juni Vriendschappelijk № 26 «onderlinge duels» 19:45 uur (UTC+1) | Erik Börjesson 89' |       | ?        | Råsunda Idrottsplats, Solna Toeschouwers: 5.000 Scheidsrechter: Herman Tromp (NED) |

|                                                                     |                    |       |                    |                                                                                   |
| 21 juni Vriendschappelijk № 27 «onderlinge duels» 17:00 uur (UTC+1) | Zweden             | 1 – 1 | Hongarije          | Råsunda IP, Solna Toeschouwers: 5.000 Scheidsrechter: Albert Meerum Terwogt (NED) |
| 21 juni Vriendschappelijk № 27 «onderlinge duels» 17:00 uur (UTC+1) | Erik Börjesson 50' |       | 30' Imre Schlosser | Råsunda IP, Solna Toeschouwers: 5.000 Scheidsrechter: Albert Meerum Terwogt (NED) |

|                                                                     |           |                |        |                                                                                    |
| 28 juni Vriendschappelijk № 28 «onderlinge duels» 17:00 uur (UTC+1) | Noorwegen | 0 – 1          | Zweden | Frognerstadion, Oslo Toeschouwers: 8.000 Scheidsrechter: Hagbard Vestergaard (DEN) |
| 28 juni Vriendschappelijk № 28 «onderlinge duels» 17:00 uur (UTC+1) |           | 60' Erik Hjelm |        | Frognerstadion, Oslo Toeschouwers: 8.000 Scheidsrechter: Hagbard Vestergaard (DEN) |

|                                                                    |                                       |       |                           |                                                                                      |
| 5 juli Vriendschappelijk № 29 «onderlinge duels» 17:00 uur (UTC+1) | Zweden                                | 2 – 2 | Rusland                   | Råsunda Idrottsplats, Solna Toeschouwers: 1.200 Scheidsrechter: Hjalmar Bohlin (SWE) |
| 5 juli Vriendschappelijk № 29 «onderlinge duels» 17:00 uur (UTC+1) | Ragnar Wicksell 70' Ivar Svensson 87' |       | 51', 53' Vasiliy Zhitarev | Råsunda Idrottsplats, Solna Toeschouwers: 1.200 Scheidsrechter: Hjalmar Bohlin (SWE) |

|                                                                        |                                                                                |       |           |                                                                                           |
| 25 oktober Vriendschappelijk № 30 «onderlinge duels» 13:00 uur (UTC+1) | Zweden                                                                         | 7 – 0 | Noorwegen | Råsunda Idrottsplats, Solna Toeschouwers: 3.100 Scheidsrechter: Hagbard Vestergaard (DEN) |
| 25 oktober Vriendschappelijk № 30 «onderlinge duels» 13:00 uur (UTC+1) | August Ekroth 5', 80', 86' Sten Söderberg 20', 65', 68' Gottfrid Johansson 47' |       |           | Råsunda Idrottsplats, Solna Toeschouwers: 3.100 Scheidsrechter: Hagbard Vestergaard (DEN) |

### 1915
|                                                                    |                                   |       |        |                                                                                           |
| 6 juni Vriendschappelijk № 31 «onderlinge duels» 13:30 uur (UTC+1) | Denemarken                        | 2 – 0 | Zweden | Københavns Idrætspark, Kopenhagen Toeschouwers: 11.000 Scheidsrechter: Herman Tromp (NED) |
| 6 juni Vriendschappelijk № 31 «onderlinge duels» 13:30 uur (UTC+1) | Anthon Olsen 47' Poul Nielsen 62' |       |        | Københavns Idrætspark, Kopenhagen Toeschouwers: 11.000 Scheidsrechter: Herman Tromp (NED) |

|                                                                     |                       |       |                        |                                                                                     |
| 27 juni Vriendschappelijk № 32 «onderlinge duels» 13:00 uur (UTC+1) | Noorwegen             | 1 – 1 | Zweden                 | Frognerstadion, Oslo Toeschouwers: 10.000 Scheidsrechter: Hagbard Vestergaard (DEN) |
| 27 juni Vriendschappelijk № 32 «onderlinge duels» 13:00 uur (UTC+1) | Kaare Engebretsen 54' |       | 82' Valfrid Gunnarsson | Frognerstadion, Oslo Toeschouwers: 10.000 Scheidsrechter: Hagbard Vestergaard (DEN) |

|                                                                        |                                                         |       |                                                    |                                                                                            |
| 24 oktober Vriendschappelijk № 17 «onderlinge duels» 13:30 uur (UTC+1) | Zweden                                                  | 5 – 2 | Noorwegen                                          | Olympisch Stadion, Stockholm Toeschouwers: 8.000 Scheidsrechter: Hagbard Vestergaard (DEN) |
| 24 oktober Vriendschappelijk № 17 «onderlinge duels» 13:30 uur (UTC+1) | Ivar Svensson 10', 14', 61' Valfrid Gunnarsson 44', 77' |       | 65' Halfdan Ditlev-Simonsen 85' (pen.) Adolph Wold | Olympisch Stadion, Stockholm Toeschouwers: 8.000 Scheidsrechter: Hagbard Vestergaard (DEN) |

|                                                                        |        |                                   |            |                                                                                               |
| 31 oktober Vriendschappelijk № 34 «onderlinge duels» 13:30 uur (UTC+1) | Zweden | 0 – 2                             | Denemarken | Olympisch Stadion, Stockholm Toeschouwers: 15.000 Scheidsrechter: Albert Meerum Terwogt (NED) |
| 31 oktober Vriendschappelijk № 34 «onderlinge duels» 13:30 uur (UTC+1) |        | 4' Poul Nielsen 30' Michael Rohde |            | Olympisch Stadion, Stockholm Toeschouwers: 15.000 Scheidsrechter: Albert Meerum Terwogt (NED) |

### 1916
|                                                                    |                       |       |        |                                                                                           |
| 4 juni Vriendschappelijk № 35 «onderlinge duels» 13:30 uur (UTC+2) | Denemarken            | 2 – 0 | Zweden | Københavns Idrætspark, Kopenhagen Toeschouwers: 20.000 Scheidsrechter: Herman Tromp (NED) |
| 4 juni Vriendschappelijk № 35 «onderlinge duels» 13:30 uur (UTC+2) | Poul Nielsen 19', 48' |       |        | Københavns Idrætspark, Kopenhagen Toeschouwers: 20.000 Scheidsrechter: Herman Tromp (NED) |

|                                                                    |                                                                                         |       |           |                                                                                            |
| 2 juli Vriendschappelijk № 36 «onderlinge duels» 14:00 uur (UTC+2) | Zweden                                                                                  | 6 – 0 | Noorwegen | Olympisch Stadion, Stockholm Toeschouwers: 6.000 Scheidsrechter: Hagbard Vestergaard (DEN) |
| 2 juli Vriendschappelijk № 36 «onderlinge duels» 14:00 uur (UTC+2) | Karl Karlstrand 25' Karl Gustafsson 30', 61', 80' Ragnar Wicksell 50' Ivar Svensson 65' |       |           | Olympisch Stadion, Stockholm Toeschouwers: 6.000 Scheidsrechter: Hagbard Vestergaard (DEN) |

|                                                                         |                                          |       |                                                      |                                                                                             |
| 20 augustus Vriendschappelijk № 37 «onderlinge duels» 14:00 uur (UTC+2) | Zweden                                   | 2 – 3 | Verenigde Staten                                     | Olympisch Stadion, Stockholm Toeschouwers: 15.000 Scheidsrechter: Hagbard Vestergaard (DEN) |
| 20 augustus Vriendschappelijk № 37 «onderlinge duels» 14:00 uur (UTC+2) | Konrad Törnkvist 7' Konrad Törnkvist 81' |       | 22' Dick Spalding 53' Charles Ellis 68' Harry Cooper | Olympisch Stadion, Stockholm Toeschouwers: 15.000 Scheidsrechter: Hagbard Vestergaard (DEN) |

|                                                                       |           |       |        |                                                                                     |
| 1 oktober Vriendschappelijk № 38 «onderlinge duels» 13:00 uur (UTC+1) | Noorwegen | 0 – 0 | Zweden | Frognerstadion, Oslo Toeschouwers: 12.000 Scheidsrechter: Hagbard Vestergaard (DEN) |
| 1 oktober Vriendschappelijk № 38 «onderlinge duels» 13:00 uur (UTC+1) |           |       |        | Frognerstadion, Oslo Toeschouwers: 12.000 Scheidsrechter: Hagbard Vestergaard (DEN) |

|                                                                       |                                                                             |       |            |                                                                                               |
| 8 oktober Vriendschappelijk № 39 «onderlinge duels» 14:00 uur (UTC+1) | Zweden                                                                      | 4 – 0 | Denemarken | Olympisch Stadion, Stockholm Toeschouwers: 18.000 Scheidsrechter: Albert Meerum Terwogt (NED) |
| 8 oktober Vriendschappelijk № 39 «onderlinge duels» 14:00 uur (UTC+1) | Karl Karlstrand 3' Karl Gustafsson 28' Ivar Svensson 49' Karl Bergström 75' |       |            | Olympisch Stadion, Stockholm Toeschouwers: 18.000 Scheidsrechter: Albert Meerum Terwogt (NED) |

### 1917
|                                                                    |                    |       |                    |                                                                                                  |
| 3 juni Vriendschappelijk № 40 «onderlinge duels» 13:30 uur (UTC+1) | Denemarken         | 1 – 1 | Zweden             | Københavns Idrætspark, Kopenhagen Toeschouwers: 25.000 Scheidsrechter: Hagbard Vestergaard (DEN) |
| 3 juni Vriendschappelijk № 40 «onderlinge duels» 13:30 uur (UTC+1) | Sophus Nielsen 68' |       | 43' Erik Börjesson | Københavns Idrætspark, Kopenhagen Toeschouwers: 25.000 Scheidsrechter: Hagbard Vestergaard (DEN) |

|                                                                         |                                   |       |                                       |                                                                                    |
| 19 augustus Vriendschappelijk № 41 «onderlinge duels» 13:30 uur (UTC+1) | Zweden                            | 3 – 3 | Noorwegen                             | Olympia, Helsingborg Toeschouwers: 4.000 Scheidsrechter: Hagbard Vestergaard (DEN) |
| 19 augustus Vriendschappelijk № 41 «onderlinge duels» 13:30 uur (UTC+1) | Carl Ström 15', 47' Otto Malm 54' |       | 22' Rolf Aas 64', 81' Einar Gundersen | Olympia, Helsingborg Toeschouwers: 4.000 Scheidsrechter: Hagbard Vestergaard (DEN) |

|                                                                          |           |                                      |        |                                                                                     |
| 16 september Vriendschappelijk № 42 «onderlinge duels» 13:00 uur (UTC+1) | Noorwegen | 0 – 2                                | Zweden | Frognerstadion, Oslo Toeschouwers: 12.000 Scheidsrechter: Hagbard Vestergaard (DEN) |
| 16 september Vriendschappelijk № 42 «onderlinge duels» 13:00 uur (UTC+1) |           | 8' August Ekroth 77' Karl Gustafsson |        | Frognerstadion, Oslo Toeschouwers: 12.000 Scheidsrechter: Hagbard Vestergaard (DEN) |

|                                                                        |                     |       |                                     |                                                                                               |
| 14 oktober Vriendschappelijk № 43 «onderlinge duels» 14:00 uur (UTC+1) | Zweden              | 1 – 2 | Denemarken                          | Olympisch Stadion, Stockholm Toeschouwers: 20.000 Scheidsrechter: Albert Meerum Terwogt (NED) |
| 14 oktober Vriendschappelijk № 43 «onderlinge duels» 14:00 uur (UTC+1) | Karl Gustafsson 47' |       | 20' Alf Olsen 79' Christian Grøthan | Olympisch Stadion, Stockholm Toeschouwers: 20.000 Scheidsrechter: Albert Meerum Terwogt (NED) |

### 1918
|                                                                    |                                     |       |           |                                                                                             |
| 26 mei Vriendschappelijk № 44 «onderlinge duels» 13:30 uur (UTC+1) | Zweden                              | 2 – 0 | Noorwegen | Olympisch Stadion, Stockholm Toeschouwers: 10.000 Scheidsrechter: Hagbard Vestergaard (DEN) |
| 26 mei Vriendschappelijk № 44 «onderlinge duels» 13:30 uur (UTC+1) | Karl Gustafsson 23' Ture Sterne 73' |       |           | Olympisch Stadion, Stockholm Toeschouwers: 10.000 Scheidsrechter: Hagbard Vestergaard (DEN) |

|                                                                    |                                                 |       |        |                                                                                           |
| 2 juni Vriendschappelijk № 45 «onderlinge duels» 13:30 uur (UTC+1) | Denemarken                                      | 3 – 0 | Zweden | Københavns Idrætspark, Kopenhagen Toeschouwers: 22.000 Scheidsrechter: Per Andersen (NOR) |
| 2 juni Vriendschappelijk № 45 «onderlinge duels» 13:30 uur (UTC+1) | Carl Hansen 27', 52' Bruno Lindström 74' (e.d.) |       |        | Københavns Idrætspark, Kopenhagen Toeschouwers: 22.000 Scheidsrechter: Per Andersen (NOR) |

|                                                                          |                          |       |                    |                                                                                     |
| 15 september Vriendschappelijk № 46 «onderlinge duels» 13:00 uur (UTC+1) | Noorwegen                | 2 – 1 | Zweden             | Frognerstadion, Oslo Toeschouwers: 12.000 Scheidsrechter: Hagbard Vestergaard (DEN) |
| 15 september Vriendschappelijk № 46 «onderlinge duels» 13:00 uur (UTC+1) | Einar Gundersen 49', 55' |       | 68' Erik Börjesson | Frognerstadion, Oslo Toeschouwers: 12.000 Scheidsrechter: Hagbard Vestergaard (DEN) |

|                                                                        |                |       |                                      |                                                                          |
| 20 oktober Vriendschappelijk № 47 «onderlinge duels» 13:00 uur (UTC+1) | Zweden         | 1 – 2 | Denemarken                           | Ullevi, Göteborg Toeschouwers: 10.960 Scheidsrechter: Per Andersen (NOR) |
| 20 oktober Vriendschappelijk № 47 «onderlinge duels» 13:00 uur (UTC+1) | Erik Hjelm 54' |       | 34' Valdemar Laursen 81' Gunnar Aaby | Ullevi, Göteborg Toeschouwers: 10.960 Scheidsrechter: Per Andersen (NOR) |

### 1919
|                                                                    |                          |       |         |                                                                                            |
| 29 mei Vriendschappelijk № 48 «onderlinge duels» 13:30 uur (UTC+1) | Zweden                   | 1 – 0 | Finland | Olympisch Stadion, Stockholm Toeschouwers: 8.000 Scheidsrechter: Hagbard Vestergaard (DEN) |
| 29 mei Vriendschappelijk № 48 «onderlinge duels» 13:30 uur (UTC+1) | Olof Svedberg 71' (pen.) |       |         | Olympisch Stadion, Stockholm Toeschouwers: 8.000 Scheidsrechter: Hagbard Vestergaard (DEN) |

|                                                                    |                                               |       |        |                                                                                        |
| 5 juni Vriendschappelijk № 49 «onderlinge duels» 14:00 uur (UTC+1) | Denemarken                                    | 3 – 0 | Zweden | Københavns Idrætspark, Kopenhagen Toeschouwers: .000 Scheidsrechter: Job Mutters (NED) |
| 5 juni Vriendschappelijk № 49 «onderlinge duels» 14:00 uur (UTC+1) | Poul Nielsen 8', 60' Samuel Thorsteinsson 34' |       |        | Københavns Idrætspark, Kopenhagen Toeschouwers: .000 Scheidsrechter: Job Mutters (NED) |

|                                                                       |                                                   |       |                      |                                                                                                |
| 9 juni Vriendschappelijk № 50 «onderlinge duels» 15:30 uur (UTC+0:20) | Nederland                                         | 3 – 1 | Zweden               | Het Nederlandsch Sportpark, Amsterdam Toeschouwers: 32.280 Scheidsrechter: Jack Howcroft (ENG) |
| 9 juni Vriendschappelijk № 50 «onderlinge duels» 15:30 uur (UTC+0:20) | Theo Brokmann 82' Dé Kessler 83' Wim Gupffert 87' |       | 22' Herbert Carlsson | Het Nederlandsch Sportpark, Amsterdam Toeschouwers: 32.280 Scheidsrechter: Jack Howcroft (ENG) |

|                                                                     |                                                                               |       |                                                              |                                                                                 |
| 29 juni Vriendschappelijk № 51 «onderlinge duels» 13:00 uur (UTC+1) | Noorwegen                                                                     | 4 – 3 | Zweden                                                       | Gressbanen, Oslo Toeschouwers: 14.000 Scheidsrechter: Hagbard Vestergaard (DEN) |
| 29 juni Vriendschappelijk № 51 «onderlinge duels» 13:00 uur (UTC+1) | Kaare Engebretsen 2' Einar Gundersen 6' Adolph Wold 47' Kaare Engebretsen 80' |       | 25' Herbert Carlsson 58' (e.d) Otto Aulie 63' Karl Bergström | Gressbanen, Oslo Toeschouwers: 14.000 Scheidsrechter: Hagbard Vestergaard (DEN) |

|                                                                         |                                                |       |                    |                                                                                             |
| 24 augustus Vriendschappelijk № 52 «onderlinge duels» 15:00 uur (UTC+1) | Zweden                                         | 4 – 1 | Nederland          | Olympisch Stadion, Stockholm Toeschouwers: 20.000 Scheidsrechter: Hagbard Vestergaard (DEN) |
| 24 augustus Vriendschappelijk № 52 «onderlinge duels» 15:00 uur (UTC+1) | Herbert Carlsson 6', 20', 43' Olof Svedberg 7' |       | 31' Wout Buitenweg | Olympisch Stadion, Stockholm Toeschouwers: 20.000 Scheidsrechter: Hagbard Vestergaard (DEN) |

|                                                                          |                  |       |                                                                     |                                                                                       |
| 14 september Vriendschappelijk № 53 «onderlinge duels» 13:00 uur (UTC+1) | Zweden           | 1 – 5 | Noorwegen                                                           | Gamla Ullevi, Göteborg Toeschouwers: 12.000 Scheidsrechter: Hagbard Vestergaard (DEN) |
| 14 september Vriendschappelijk № 53 «onderlinge duels» 13:00 uur (UTC+1) | Olof Svedberg 8' |       | 20', 21', 32' Kaare Engebretsen 54' Adolph Wold 80' Einar Gundersen | Gamla Ullevi, Göteborg Toeschouwers: 12.000 Scheidsrechter: Hagbard Vestergaard (DEN) |

|                                                                          |                                            |       |                                        |                                                                                            |
| 28 september Vriendschappelijk № 54 «onderlinge duels» 13:00 uur (UTC+1) | Finland                                    | 3 – 3 | Zweden                                 | Töölön Pallokenttä, Helsinki Toeschouwers: 4.500 Scheidsrechter: Hagbard Vestergaard (DEN) |
| 28 september Vriendschappelijk № 54 «onderlinge duels» 13:00 uur (UTC+1) | August Wickström 22', 37' Holger Thorn 75' |       | 78', 88' Rudolf Kock 83' Bror Arontzon | Töölön Pallokenttä, Helsinki Toeschouwers: 4.500 Scheidsrechter: Hagbard Vestergaard (DEN) |

|                                                                        |                               |       |            |                                                                                       |
| 12 oktober Vriendschappelijk № 55 «onderlinge duels» 13:30 uur (UTC+1) | Zweden                        | 3 – 0 | Denemarken | Olympisch Stadion, Stockholm Toeschouwers: 18.663 Scheidsrechter: Jack Howcroft (ENG) |
| 12 oktober Vriendschappelijk № 55 «onderlinge duels» 13:30 uur (UTC+1) | Herbert Carlsson 2', 35', 88' |       |            | Olympisch Stadion, Stockholm Toeschouwers: 18.663 Scheidsrechter: Jack Howcroft (ENG) |

België · Bohemen · Denemarken · Duitsland · Engeland · Finland · Frankrijk · Hongarije · Ierland · Italië · Luxemburg · Nederland · Noorwegen · Oostenrijk · Rusland · Schotland · Wales · Zweden · Zwitserland
SvFF · A-internationals · Selecties · Bondscoaches · Zweeds vrouwenelftal · Olympisch elftal · Zweden U21 · Zweden U20 · Zweden U19 · Zweden U18 · Zweden U17 · Zweden U16 · Vrouwen U17
1908 – 1919 ·
1920 – 1929 ·
1930 – 1939 ·
1940 – 1949 ·
1950 – 1959 ·
1960 – 1969 ·
1970 – 1979 ·
1980 – 1989 ·
1990 – 1999 ·
2000 – 2009 ·
2010 – 2019 ·
2020 − 2029
EK 1960 · 
EK 1964 · 
EK 1968 · 
EK 1972 · 
EK 1976 · 
EK 1980 · 
EK 1984 · 
EK 1988 · 
EK 1992 ·
EK 1996 · 
EK 2000 ·
EK 2004 ·
EK 2008 ·
EK 2012 · 
EK 2016 · 
EK 2020
WK 1930 · 
WK 1934 ·
WK 1938 ·
WK 1950 ·
WK 1954 · 
WK 1958 ·
WK 1962 · 
WK 1966 · 
WK 1970 ·
WK 1974 ·
WK 1978 ·
WK 1982 · 
WK 1986 · 
WK 1990 ·
WK 1994 ·
WK 1998 · 
WK 2002 ·
WK 2006 ·
WK 2010 · 
WK 2014 · 
WK 2018
OS 1908 · 
OS 1912 · 
OS 1920 · 
OS 1924 · 
OS 1928 · 
OS 1932 · 
OS 1936 · 
OS 1948 · 
OS 1952 · 
OS 1956 · 
OS 1964 · 
OS 1968 · 
OS 1972 · 
OS 1976 · 
OS 1980 · 
OS 1984 · 
OS 1988 · 
OS 1992 · 
OS 1996 · 
OS 2000 · 
OS 2004 · 
OS 2008 · 
OS 2012 · 
OS 2016
1908 · 
1909 · 
1910 · 
1911 · 
1912 · 
1913 · 
1914 · 
1915 · 
1916 · 
1917 · 
1918 · 
1919 · 
1920 · 
1921 · 
1922 · 
1923 · 
1924 · 
1925 · 
1926 · 
1927 · 
1928 · 
1929 · 
1930 · 
1931 · 
1932 · 
1933 · 
1934 · 
1935 · 
1936 · 
1937 · 
1938 · 
1939 · 
1940 ·
1941 ·
1942 ·
1943 ·
1944  ·
1945 · 
1946 · 
1947 · 
1948 · 
1949 · 
1950 · 
1952 · 
1952 · 
1953 · 
1954 · 
1955 · 
1956 · 
1957 · 
1958 · 
1959 ·
1960 · 
1961 · 
1962 · 
1963 · 
1964 · 
1965 · 
1966 · 
1967 · 
1968 · 
1969 ·
1970 · 
1971 · 
1972 · 
1973 · 
1974 · 
1975 · 
1976 · 
1977 · 
1978 · 
1979 ·
1980 · 
1981 · 
1982 · 
1983 · 
1984 · 
1985 · 
1986 · 
1987 · 
1988 · 
1989 · 
1990 · 
1991 · 
1992 · 
1993 · 
1994 · 
1995 · 
1996 · 
1997 · 
1998 · 
1999 · 
2000 · 
2001 · 
2002 · 
2003 · 
2004 · 
2005 · 
2006 · 
2007 · 
2008 · 
2009 · 
2010 · 
2011 · 
2012 · 
2013 · 
2014 · 
2015 · 
2016 · 
2017 · 
2018 ·
2019 ·
2020 ·
2021
Albanië ·
Algerije ·
Argentinië ·
Armenië ·
Australië ·
Azerbeidzjan ·
Bahrein ·
Barbados ·
België ·
Bosnië en Herzegovina ·
Botswana ·
Brazilië ·
Bulgarije ·
Chili ·
China ·
Colombia ·
Costa Rica ·
Cuba ·
Cyprus ·
DDR ·
Denemarken ·
Duitsland ·
Ecuador ·
Egypte ·
Engeland ·
Estland ·
Faeröer ·
Finland ·
Frankrijk ·
Georgië ·
Griekenland ·
Hongarije ·
Ierland ·
IJsland ·
Iran ·
Israël ·
Italië ·
Ivoorkust ·
Jamaica ·
Japan ·
Joegoslavië ·
Jordanië ·
Kameroen ·
Kazachstan ·
Kosovo ·
Kroatië ·
Letland ·
Liechtenstein ·
Litouwen ·
Luxemburg ·
Maleisië ·
Malta ·
Mexico ·
Moldavië ·
Montenegro ·
Nederland ·
Nieuw-Zeeland ·
Nigeria ·
Noord-Ierland ·
Noord-Korea ·
Noord-Macedonië ·
Noorwegen ·
Oekraïne ·
Oezbekistan ·
Oman ·
Oostenrijk ·
Paraguay ·
Peru ·
Polen ·
Portugal ·
Qatar ·
Roemenië ·
Rusland ·
San Marino ·
Saoedi-Arabië ·
Schotland ·
Senegal ·
Servië ·
Singapore ·
Slovenië ·
Slowakije ·
Sovjet-Unie ·
Spanje ·
Syrië ·
Thailand ·
Trinidad en Tobago ·
Tsjechië ·
Tsjecho-Slowakije ·
Tunesië ·
Turkije ·
Uruguay ·
Venezuela ·
Verenigde Arabische Emiraten ·
Verenigde Staten ·
Verenigd Koninkrijk ·
Wales ·
Wit-Rusland ·
Zuid-Afrika ·
Zuid-Korea ·
Zwitserland
Brazilië (1958) ·
Duitsland (2006) ·
Duitsland (2018) ·
Engeland (2006) ·
Engeland (2012) ·
Engeland (2018) ·
Frankrijk (2012) ·
Griekenland (2008) ·
Ierland (2016) ·
Italië (2016) ·
Mexico (2018) ·
Oekraïne (2012) ·
Oekraïne (2021) ·
Paraguay (2006) ·
Polen (2021) ·
Rusland (2008) ·
Slowakije (2021) ·
Spanje (2008) ·
Spanje (2021) ·
Trinidad en Tobago (2006) ·
Zuid-Korea (2018) ·
Zwitserland (2018)